# 缺翅萤金花虫属
缺翅萤金花虫属（学名：Apterogaleruca）为金花虫科的一个属。

## 下属物种
本属包括以下物种：
- 条背缺翅萤金花虫 Apterogaleruca hirtihumeralis Chujo, 1962
- 上野缺翅萤金花虫 Apterogaleruca uenoi Kimoto, 1969